# النطاقات العربية
النطاقات العربية هي عناوين مواقع الإنترنت (Domain names) ولكن مكتوبة باللغة العربية بحيث تستخدم بنفس الطريقة التي تستخدم بها العناوين الحالية في مختلف التطبيقات التي تستخدم فيها أسماء النطاقات وخصوصا في تصفح المواقع والوصول إليها وهي تعتمد على فكرة بسيطة تتمثل في أن يكون لاسم النطاق العربي ترميز مقابل له يخزن في خادمات النطاقات بنظام (ASCII) الذي لا تقبل الخادمات غيره بينما يبقى اسم النطاق في واجهة المستخدم مكتوباً بالعربية أو أي لغة أخرى.

## دوافع إنشاء نطاقات بالعربية
- المحافظة على اللغة العربية وعدم التخلي عنها.[2]
- قلة عدد العرب الذين يتحدثون لغات أخرى غير العربية.[2][3]
- صعوبة نقحرة العربية باللاتينية.[2]
- حق المستخدم العربي في استعمال لغته.[2]
- استيفاء طلبات أسماء المواقع العربية.[4]

### بين عامي 2000م و 2001م:[5]
- ظهرت بعض الحلول التجارية لتسويق نطاقات عربية، لكنها:
  - حلول غير معيارية وغير معترف بها عالمياً من قبل مجموعة مهندسي شبكة الإنترنت وآيكان.
  - غير متوافقة فيما بينها لا من الناحية الفنيًة ولا من الناحية اللغويّة.
  - تعددية في التسجيل.
  - صعوبة حماية الحقوق الملكية والفكرية.

### بين عامي 2001م و 2009م:[5]
- في عام 2001م تم إنشاء الائتلاف العربي لأسماء الإنترنت (AINC) انضمامه لمنظمة ICANN.[6]
- تم تكوين فريق عمل أسماء النطاقات العربية في عام 2003م تحت إشراف لجنة الأمم المتحدة الاقتصادية والاجتماعية لغرب آسيا.
  - إصدار وثيقة مواصفات أسماء النطاقات بالعربية.[4]
- تم تكوين مجموعة عمل أسماء نطاقات الإنترنت بدول الخليج في عام 2004م، منبثقة من لجنة تقنية المعلومات التابعة لمجلس التعاون لدول الخليج العربية.
- تم تكوين الفريق العربي لأسماء النطاقات في عام 2005م تحت إشراف جامعة الدول العربية.
- تم تكوين مجموعة عمل أسماء النطاقات الدولية بالحرف العربي (ASIWG) في عام 2008م.
- تم تكوين مجموعة عمل إدارة النطاقات العليا المتشابهة في آيكان عام 2009م

### 2010م
- نشر ورقة المواصفات لأسماء النطاقات وشؤون الإنترنت للغة العربية «إرشادات لغوية لاستخدام اللغة العربية في مجالات الإنترنت» (RFC 5564) على موقع مجموعة مهندسي الإنترنت.

## أهم التوصيات المقترحة
هذه أهم التوصيات المقترحة من قبل الفريق العربي لأسماء النطاقات وشؤون الإنترنت:
1. التشكيل والشدة: غير مسموح به.
2. الكشيدة: غير مسموح بها.
3. توحيد الحروف: تتشابه بعض الحروف في العربية، مثلا (ي، ى) (ا، أ، إ، آ) (ه، ة). يوصى بالسماح باعتبار تسجيل الأسماء الأخرى عند إنشاء نطاق معين من خلال تغيير الحروف المتشابهة شريطة أن لا يتعدى على حقوق الآخرين.
4. الأرقام: عدم الخلط بين الأرقام المشرقية والمغربية، ويجب أن لا يبدأ النطاق بالأرقام.
5. ربط الكلمات: جواز استخدام المسافة () أو الشرطة (-) للفصل بين الكلمات.
6. الأحرف اللاتينية: لا يسمح باستخدام أحرف لاتينية في أسماء النطاقات العربية أو الخلط بينها وبين العربية.
7. الرموز الخاصة: اتباع المواصفات والمقاييس العالمية.

### أسماء النطاقات العليا
| النطاق العلوي | مقترح 1 | مقترح 2    | مقترح 3 |
| ------------- | ------- | ---------- | ------- |
| com           | ش       | شرك        | شركة    |
| net           | ك       | شبك        | شبكة    |
| edu           | ت       | علم        | تعليمي  |
| gov           | ح       | حكم        | حكومي   |
| org           | م       | نظم        | منظمة   |
| mil           | ع       | عسكر       | عسكري   |
| int           | د       | دول        | دولي    |
| aero          | ط       | طير        | طيران   |
| coop          | ن       | عون        | تعاون   |
| name          | س       | وسم        | شخص     |
| biz           | ل       | عمل        | أعمال   |
| info          | خ       | خبر أو طلع | إعلام   |
| museum        | ف       | تحف        | متحف    |

### أسماء نطاقات الدول
| رمز الدولة | رمز الدولة | الاسم النسبي | الاسم المختصر |
| ---------- | ---------- | ------------ | ------------- |
| أر         | jo         | أردني        | الأردن        |
| إم         | ae         | إماراتي      | الإمارات      |
| بح         | bh         | بحريني       | البحرين       |
| تو         | tn         | تونسي        | تونس          |
| جز         | dz         | جزائري       | الجزائر       |
| جي         | dj         | جيبوتي       | جيبوتي        |
| سع         | sa         | سعودي        | السعودية      |
| مص         | eg         | مصري         | مصر           |
| مغ         | ma         | مغربي        | المغرب        |
| مو         | mr         | موريتاني     | موريتانيا     |
| يم         | ye         | يمني         | اليمن         |

## المشروع التجريبي لأسماء النطاقات العربية[5][8]
بناء على تقرير الاجتماع الثاني للفريق المكلف بدراسة استخدام اللغة العربية في أسماء النطاقات على شبكة الإنترنت المنعقد في مقر الأمانة العامة لجامعة الدول العربية، بالقاهرة، بجمهورية مصر العربية، خلال الفترة من 7 إلى 9/5/2005م، والذي أوصى بتوسعة استخدام المشروع التجريبي لدول مجلس التعاون لدول الخليج العربية الخاص بدعم استخدام اللغة العربية في أسماء مواقع الإنترنت (أسماء النطاقات) ليشمل من يرغب من دول الجامعة العربية ويصبح مسماه «المشروع التجريبي لأسماء النطاقات العربية» ويكون تحت مظلة الجامعة العربية.

### المهمة
كان الهدف من المشروع إيجاد بيئة عمل تجريبية لأسماء النطاقات باللغة العربية في العالم العربي، بما يؤهل بلدان العالم العربي للاكتساب المبكر لخبرات تشغيل وتجريب أسماء النطاقات باللغة العربية وتحديد لوازم إطلاقها والمشاكل محتملة النشوء وإيجاد الحلول التقنية لها، والاتفاق على المعايير والمقاييس وتطوير الأدوات والسياسات اللازمة لعمل وإدارة المشروع.

### الأهداف الاستراتيجية
1. إيجاد وإنشاء أسماء نطاقات باللغة العربية
2. نشر استخدام الإنترنت في الدول العربية عن طريق إزالة العوائق اللغوية التي تواجه المستخدم العربي.
3. نشر استخدام اللغة العربية على شبكة الإنترنت وزيادة المحتوى العربي بها.
4. دعم انتشار الثقافة العربية على شبكة الإنترنت العالمية.

### الأهداف المرحلية
1. جعل استخدام الإنترنت أكثر سهولة للناطقين باللغة العربية.
2. اكتساب الخبرة والمعرفة اللازمة لتشغيل أسماء النطاقات باللغة العربية عالمياً ومشاركة الخبرة فيها مع المجتمع الدولي.
3. اختبار تطبيق الضوابط والخطوط العامة لأسماء النطاقات باللغة العربية الموضوعة من قبل «الفريق العربي لأسماء النطاقات».
4. نشر الوعي المحلي حول أهمية أسماء النطاقات العربية وتطوراتها.
5. تطوير بعض الأدوات المتعلّقة بأسماء النطاقات باللغة العربية
6. إعداد السياسات والضوابط اللازمة لتحقيق الأهداف السابقة

### الدول المشاركة
| الدولة                   | الجهة الممثلة                                 |
| ------------------------ | --------------------------------------------- |
| السعودية                 | المركز الوطني لمعلومات الشبكة                 |
| الإمارات العربية المتحدة | مركز الإمارات لمعلومات شبكة الإنترنت          |
| عُمان                     | شركة عمانتل                                   |
| قطر                      | اتصالات قطر                                   |
| مصر                      | وزارة الاتصالات وتكنولوجيا المعلومات (مصر)    |
| فلسطين                   | وزارة الاتصالات وتكنولوجيا المعلومات (فلسطين) |
| سوريا                    | الجمعية العلمية السورية للمعلوماتية           |
| تونس                     | الوكالة التونسية للأنترنات                    |
| المغرب                   | الوكالة الوطنية لتقنين المواصلات              |
| الأردن                   | مركز تكنولوجيا المعلومات الوطني               |
| ليبيا                    | ليبيا للاتصالات والتقنية                      |

### إعلان إنتهاء المشروع
بموافقة الآيكان على فتح التقديم على أسماء النطاقات الدولية (والتي من ضمنها العربية) يكون الهدف الرئيسي للمشروع قد تحقق وذلك نتيجة الجهود والضغوط المتتالية التي توالت على آيكان وعلى المجتمع الدولي للسماح باستخدام تلك النطاقات (وهذا المشروع من أبرزها) وعليه فقد رأى القائمون على المشروع أن أهم أهدافه قد تحقق بذلك الاعتراف ورأى الجميع إيقاف طلبات الانضمام إلى المشروع وإعلان انتهائه رسمياً.

## التشغيل الفعلي للنطاقات العربية[1]
يوم الخميس 6 مايو 2010م، تمت إضافة النطاقات العليا العربية (السعودية، الإمارات ومصر) لهذه الدول إلى الخدمات الأساسية التابعة (لأيانا/الآيكان)، وأسماء النطاقات العربية التالية أصبحت تعمل في نفس اللحظة:
- سجل.السعودية
- موقع.السعودية
- مركزالتسجيل.السعودية
- مركز-التسجيل.السعودية

وبهذا تكون هيئة الاتصالات والفضاء والتقنية ممثلة بالمركز السعودي لمعلومات الشبكة حققت سبق تقني يسجل لها عبر التاريخ وذلك بتسجيلها وتفعيلها لأول اسم نطاق عربي على شبكة الإنترنت، وطويت بذلك مرحلة طويلة من العمل والجهد استمرت لأكثر من عشر سنوات من أجل إقرار النطاقات العربية حتى أصبحت حقيقة ملموسة.
تلى ذلك بدء التسجيل الفعلي للنطاقات العربية، والذي تم تقسيمه إلى مرحلتين خاصة وعامة بهدف إستيعاب الكم الهائل من الطلبات المتوقع وصولها وكذلك حفاظا على حقوق الجهات التي تملك ما يثبت أحقيتها في الحصول على أسمائها بحيث أعطيت مثل تلك الجهات الفرصة للتقديم في المرحلة الخاصة، وقد ساعد التقديم على مراحل على اكتشاف النزاعات والتخطيط لحلها قبل التسجيل فعليا.
بالنسبة للمرحلة الخاصة فإنه تأهل لدخولها كل شخص طبيعي أو المعنوي لديه اسم تجاري أو علامة تجارية مسجلة مع وزارة التجارة والصناعة السعودية، كما شمل المسجلين المؤهلين جميع الجهات والمؤسسات الحكومية وشبه الحكومية وأما في المرحلة العامة فتأهل كل من سبق بالإضافة للأفراد.